# Margaryta Pesotska
Margaryta Volodymyrivna Pesotska (Kiev, 9 augustus 1991) is een Oekraïens tafeltennisspeelster. Op de Olympische Spelen van 2008 strandde ze in de eerste ronde tegen Zhu Fang. Ze won zilver op de Europese kampioenschappen tafeltennis 2009. Op de Olympische Spelen van 2012 bereikte ze de derde ronde, die ze verloor van Li Jiao.